# Пентацианоамминферрат(III) натрия
Пентацианоамминферрат(III) натрия — неорганическое соединение
с формулой Na2[Fe(CN)5NH3],
тёмно-жёлтые кристаллы,
растворяется в воде,
образует кристаллогидраты.

## Получение
- Восстановление нитропруссида натрия нитритом натрия в кислой среде:

{\displaystyle {\mathsf {Na_{2}[Fe(CN)_{5}NO]+5NaNO_{2}+5CH_{3}COOH\ {\xrightarrow {0^{o}C}}\ }}}
{\displaystyle {\mathsf {{\xrightarrow {0^{o}C}}\ Na_{2}[Fe(CN)_{5}NH_{3}]+5NO_{2}+5CH_{3}COONa+H_{2}O}}}

## Физические свойства
Пентацианоамминферрат(III) натрия образует тёмно-жёлтые кристаллы.
Растворяется в воде, не растворяется в этаноле.
Образует кристаллогидраты состава Na2[Fe(CN)5NH3]•n H2O, где n = 1 и 2 — кристаллы
ромбической сингонии,
пространственная группа P nnm,
параметры ячейки a = 0,6110 нм, b = 1,1899 нм, c = 1,5623 нм, Z = 4.